# Larysa Khorolets
Larysa Ivanivna Khorolets (en ucraniano: Лариса Іванівна Хоролець; 25 de agosto de 1948-12 de abril de 2022) fue una actriz, dramaturga, gestora cultural, política y profesora universitaria ucraniana. Actuó en el Teatro Dramático Académico Nacional Iván Frankó de 1973 a 1990, y ofició como Ministra de Cultura en la República Socialista Soviética de Ucrania desde agosto de 1991 y, tras la independencia de Ucrania ese mismo año, ocupó el cargo hasta 1992. Posteriormente, ocupó cargos de gestión cultural, servicio diplomático y docencia académica. 

## Biografía

### Actuación
Khorolets nació en Kiev. Debutó como actriz a los nueve años, en 1957, en la película Partizanskaya iskra. En 1970 se licenció en la Universidad Nacional de Teatro, Cine y Televisión I. K. Karpenko-Kary de Kiev, y más adelante trabajó en la Unión Nacional de Escritores de Ucrania. De 1973 a 1990 se desempeñó como actriz en el Teatro Nacional Académico Iván Frankó, y durante esa época empezó a trabajar como dramaturga. Muchas de sus obras fueron exhibidas en diversos teatros de su natal Ucrania.

### Ministerio de Cultura
En 1991, tras asistir a la Conferencia Mundial de Dramaturgas en Toronto (Canadá), Khorolets fue nombrada Ministra de Cultura de Ucrania. Aceptó y ocupó el cargo del 7 de julio de 1991 al 17 de noviembre de 1992. Su principal función era reconstruir, pues necesitaba poner en marcha teatros que habían sido abandonados tras la caída del comunismo en el país. En una recepción de diplomáticos, manifestó: "Rusia es nuestro socio en pie de igualdad. Podemos diferir, pero son nuestros vecinos y estamos vinculados económicamente". Abandonó el gabinete cuando se eligió nuevo presidente en el país. Khorolets siguió trabajando en el gobierno, como directora del centro de convenciones conocido como Casa de Ucrania hasta 1998.

### Otros proyectos y fallecimiento
Khorolets fue subdirectora del Comité del Premio Nacional Taras Shevchenko de Ucrania de 1991 a 1996. Fue consejera adjunta de la Embajada de Ucrania en Alemania de 1998 a 2004, en reuniones de comisiones ucraniano-alemanas. Después fue Comisaria Humanitaria de la Rada Suprema de Ucrania, trabajando por los derechos humanos, hasta 2012.
Ejerció la docencia durante más de veinte años. En 2014, fue nombrada profesora del departamento de teatro dramático de la Universidad Nacional de Cultura y Artes de Kiev. En noviembre de 2016, pasó a dirigir el departamento de arte escénico y audiovisual de la Academia Nacional de Personal Directivo Gubernamental de Cultura y Artes.
Khorolets falleció el 12 de abril de 2022, a la edad de 73 años.